# سان پابلو د لس منتس
سان پابلو د لس منتس (به اسپانیایی: San Pablo de los Montes) یک شهرستان در اسپانیا است که در استان تولدو واقع شده‌است.

## خصوصیات
سان پابلو د لس منتس ۱۰۱ کیلومترمربع مساحت و ۲٬۲۸۲ نفر جمعیت دارد و ۹۰۸ متر بالاتر از سطح دریا واقع شده‌است.